# 존 미치
존 미치(John Michie, 1956년 10월 25일 ~ )는 미얀마의 배우, 영화배우, 텔레비전 배우이다.
미얀마에서 태어났다.

## 방송
- 홀비시티 시즌19
- 홀비시티 시즌18
- 홀비시티 시즌17
- 홀비시티 시즌16
- 캐주얼티 28